# سیارک ۲۲۷۴۴
سیارک ۲۲۷۴۴ (به انگلیسی: 22744 Esterantonucci، نامگذاری:1998TB34) بیست و دو هزار و هفتصد و چهل و چهارمین سیارک کشف شده‌است که در ۱۴ اکتبر ۱۹۹۸ کشف شد.
قدر مطلق سیارک برابر ۲۹.۵ است.